# مایکل دور
مایکل دور (به انگلیسی: Micheldever) یک روستا و محله مدنی در بریتانیا است که در وینچستر واقع شده‌است. مایکل دور ۸۰۰ نفر جمعیت دارد.